# ウオグ・エ・ヤタウヨガナ

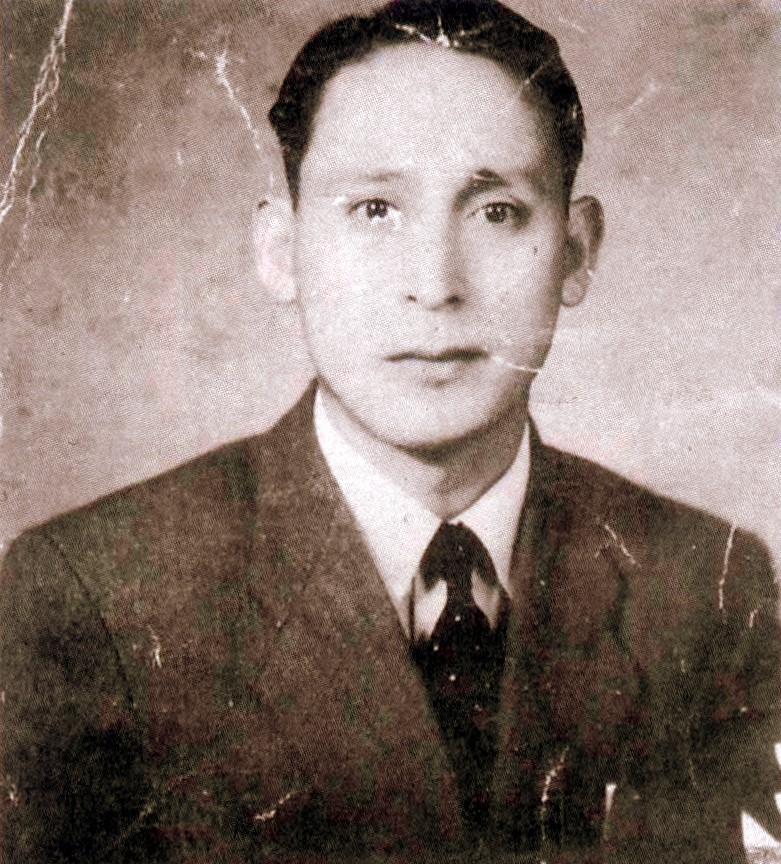
ウオグ・エ・ヤタウヨガナ

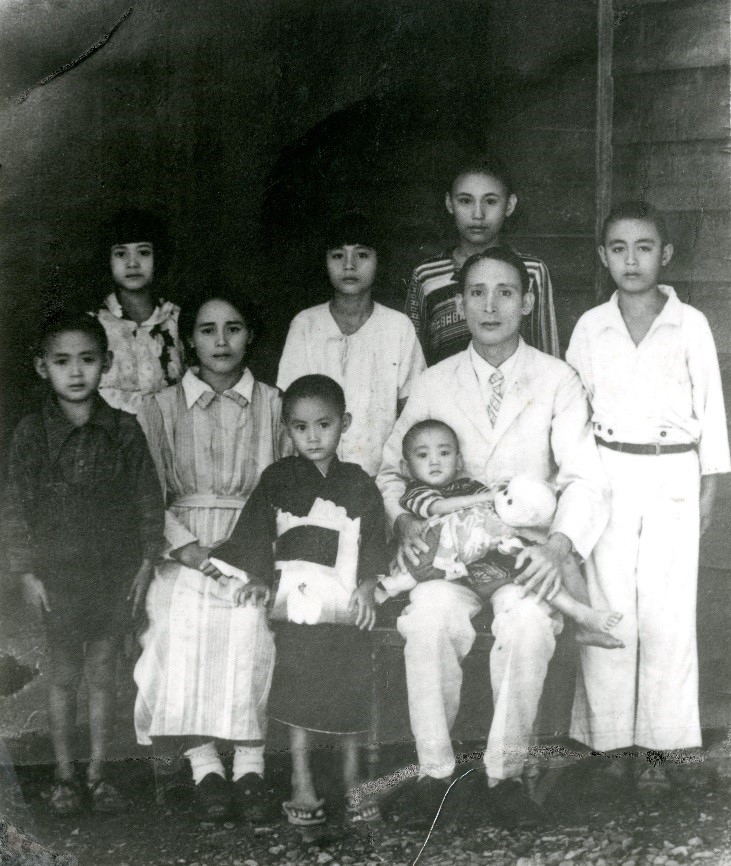
ウオグと家族

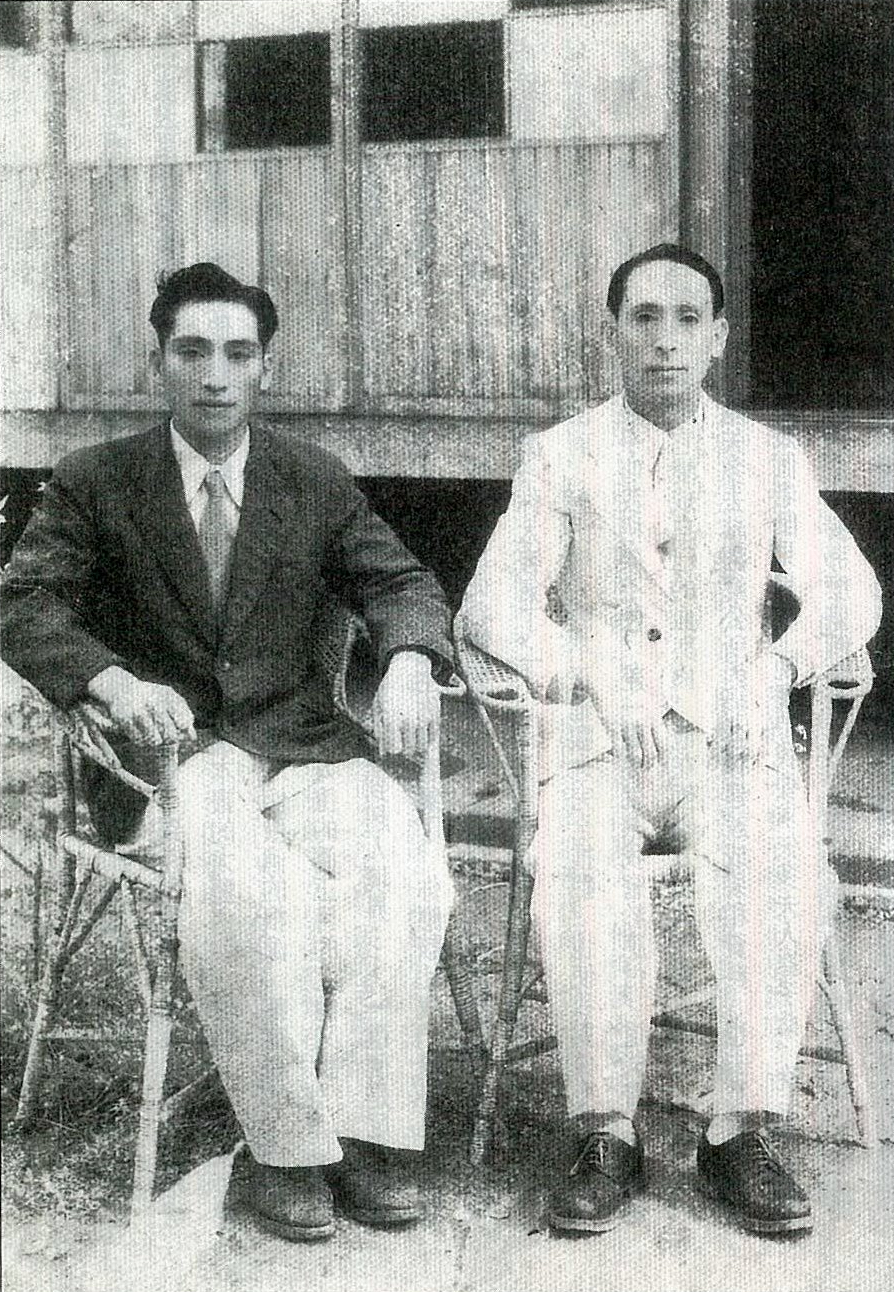
ウオグ・エ・ヤタウヨガナ（右）とヤプスヨグ・エ・ユルナナはともに1954年の高山族匪諜事件で死亡した

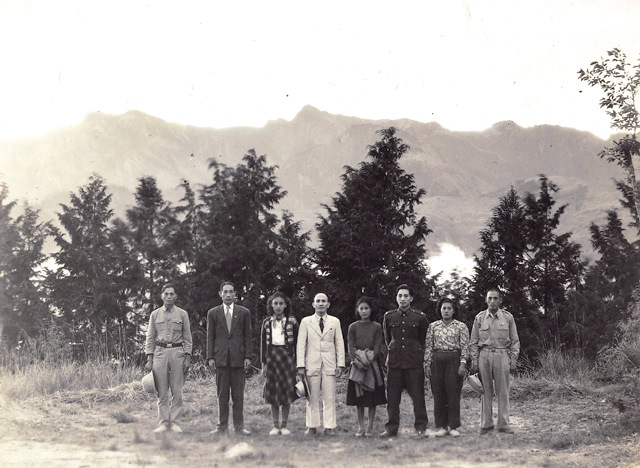
1951年阿里山でのウオグ・エ・ヤタウヨガナ、ロシン・ワタン、ヤプスヨグ・エ・ユルナナ

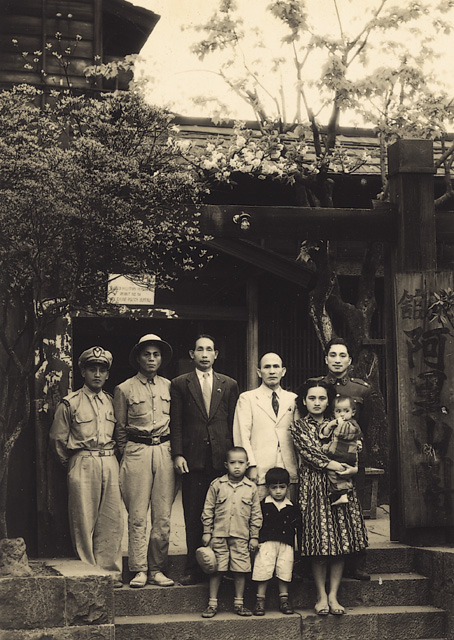
1951年阿里山賓館でのウオグ・エ・ヤタウヨガナ、ロシン・ワタン、ヤプスヨグ・エ・ユルナナ

ウオグ・エ・ヤタウヨガナ（ツォウ語：Uongʉ 'e Yata'uyongana、1908年7月5日 - 1954年4月17日）は日本領台湾阿里山郷トフヤ（特富野）部族系統Lalauya小社（楽野村）出身の、台湾原住民族の一つ、ツォウ族の元警官、教師、作曲家、呉鳳郷（現在の阿里山郷）郷長で、有名な教育者、政治家、思想家、音楽家、詩人。台湾原住民族の自治運動に尽力し、原住民自治区の概念を提案したが、白色テロの犠牲となった。
有名な歌手高慧君と高蕾雅は孫娘で、杜銘哲は姉妹方の甥である。
中国名は、高一生(拼音: Gāo Yīshēng)。日本名は、矢田一生、矢多一生、矢多一夫（やた かずお）。

## 幼少期・若年期
ウオグは若い頃から才能があり、阿里山の達邦蕃童教育所で5年間勉強した後、嘉義市の嘉義尋常高等小学校に転校した。父親は警察に務めブヌン族討伐の功績があったが、ダイナマイト漁による怪我で亡くなった。その後台南州警部の大塚久義、土井美水に養子縁組と世話を受け、ツォウ族で初めて高等教育を受けた学生となったことから、日本名を「矢多一夫」から「矢多一生」へと改名した。1924年には、総督府台南師範学校に推薦入学し、在学中から音楽や文学に天分を発揮しつつ、普通科で4年演習科で2年教育を受けた。
また、1927年6月に日本を経由して台湾に来たロシアの言語学者ニコライ・ネフスキー(Н. A. Нeвский）の臺灣鄒族語典の編集を目的とした1か月以上（1927年7月から8月上旬まで）にわたるツォウ語の調査に協力した。
台南師範学校に在学中、現代音楽教育に触れ始め、ピアノを好んでよく弾くようになり、1930年に卒業した。
卒業後、阿里山達邦教育所で教鞭を執りながら巡査を務め、麻竹や水稲などの経済作物を植えるよう指導し農業を発展させた。同時に、彼は多くの歌を作曲し、ツォウ族を台湾総督府に連れていき、日本語による歌曲「鹿狩りの歌（打獵歌）」を披露した。

## 結婚
ウオグは通常の学校で勉強している間、度々休暇をとって部落に戻って教育活動を手伝っていたが、その時、少女湯川春子（中国名 高春芳）と偶然出会い1931年に結婚した。湯川春子はウオグより5歳年下で、蕃童教育所卒業後、達邦駐在所に派遣され働いていた。菊花、貴美、澄美、英傑、英明、英洋、春英、豐玉、美英などの子が生まれたが、長男の英生は早世した。

## 公務に就く
1945年、彼は呉鳳郷（現阿里山郷）の初代郷長と、達邦駐在所の所長を兼任した。ウオグは故郷の人々の教育に関心を持ち、ツォウの言語と文化の記録と保存に積極的に関わっている。日本の統治以来、彼は環境とアイデンティティによってもたらされる不平等を変えるために、高等教育を受ける若者を育てるために一生懸命働いた。新しい農業知識の促進、医療習慣の改善など、ツォウの公務と生活改善に尽力する。新しい土地の開拓に努め、同族が新美や茶山に移動するよう奨励し、ツォウの人々の生活空間を拡大させた。

## 二・二八事件
1947年2月28日の事件の際、嘉義市が混乱に陥ったため、嘉義二二八處委会（事件処理委員会）は、嘉義の法と秩序を維持するためにウオグを表に立たせようと考えた。ウオグは当初介入したくなかったが、部落の他の指導者ヤプスヨグ・エ・ユルナナ（湯守仁）が参加するつもりだったため、双方が論争して最終的に出動することを決めた。湯守仁率いる部隊は、最初に嘉義紅毛埤弾薬庫（今日の嘉義蘭潭にある）を攻め落として弾薬を得た。その後、一方のグループは嘉義市で法と秩序を維持し、もう一方のチームは嘉義民兵と協力して嘉義水上空港を取り囲んで封鎖し、軍隊の増援を阻止した。包囲の4日後、嘉義處委会は政府と交渉することを決定した。ウオグは弾薬を手に入れ、故郷を守れれば良いと考え、部隊に戦闘からの撤退を命じた。二・二八事件終結後、ウオグは逮捕されたが、ロシン・ワタン（林瑞昌）の保護下で釈放された。1950年、治安部隊は山間地域での匪諜（共産党のスパイ）調査を開始した。10月、湯守仁は自白書に署名し、ウオグ・エ・ヤタウヨガナと一緒に「政府の命令を実行し、反共抗俄（ロシア）事業のために断固として戦う」と誓い、機関砲弾、7mm機関銃実包30箱、89式擲榴弾1箱、機関銃実包2箱、迫撃砲弾5箱、手榴弾2箱、擲弾筒4個などの武器を供出した。

## 白色テロによる殺害
台灣省保安司令部による「高山族の匪諜（共産党のスパイ）湯守仁らの叛乱事件」という罪状の要約によると、ウオグは1949年の夏に林良寿によって紹介され、陳顕富に会った。その後、陳顕富は省工作委員会山岳工作委員会の書記の簡吉、議員の林瑞昌、高澤照らを招集し、台北の川端町にある月華園で会合した。陳顕富は彼らに「高砂族自治会」を組織するように指示した。1950年に省工作委員会は解体され、ウオグは更生することを選択した。これがロシン・ワタンとの2回目の更生となった。彼は1年以上にわたって情報局の山地工作委員会の監視下にあった。そして、蔡孝乾は阿里山のウオグのところに匿われていたがウオグは更生したときにそれについて言及しなかったため、調査され、厳しい取り扱いを受けた。
1952年2月、台湾省保安司令部司令の呉国楨（1903-1984）は「慎重計画」の実行を命じた。9月10日、保安處の林秀楽少将は、「山地保安会議」を開催したという名のもとに、呉鳳郷長の高一生、警備官の湯守仁、楽野村長の武義徳らを竹崎駅で逮捕した。彼らは台北の景美にある軍事処に護送され審尋を受け、汚職の罪で起訴された。12月には更に、蔡孝乾や他の匪諜と反乱のため集会を行ったという罪状が追加された。1953年2月、二・二八事件における更生は取り消され、6月に死刑判決を受けた。1954年4月17日、湯守仁、高一生、林瑞昌、汪清山、方義仲、高澤照ら6人が台北憲兵隊に引き渡されて銃殺され、4月29日に事件の解決が国防部に報告された。

## 最後の手紙
彼が妻へ宛てた最後の手紙は、2013年12月10日の人権の日の記念音楽会で、息子の高英傑によって人権博物館に寄贈された。
| 「 | なつかしい春芳 あなたも元気で何よりです 白銀も 黄金も 玉も 何せんに 勝れる宝 子に如かめやも 此の歌覚えてゐますね。家と土地さへあれば好いです。立派な子供が澤山居るから。品物取られても構ひません。私の無實なことが後で分ります。ミシンを取られる前にあなたの縫った物を着たいのです。白い褲下1枚、(冬物は衛生によくない) パンツの様にヒモをつけ下はズボンの様に。 白い風呂敷(四尺位)一枚。 畑でも山でも私の魂が何時でもついてゐます。 水田賣らない様に。 髙一生 | 」 |

## 作品
日本語で教育を受けたウオグは、ツォウ語だけでなく、日本語でも数々の歌を作った。中国語による歌も作った。
代表的な作品として、ツォウ語の「つつぢの山（杜鵑山）」、「Bohsifou ne Patungkuonʉ（登玉山歌）」、「塔山之歌」、「移民歌之到悠伊阿那」、「移民歌之親愛的族人」、「移民歌之大家來吧」、「小美說故事」や、日本語で作られた「春のさほ姫（春之佐保姬）」、「鹿狩り（打獵歌／狩獵歌）」、「長春花（フロックスの花）」があるほか、「登山列車」（中国語）などがある。
その中でも、「春のさほ姫」は、妻を獄中（台北青島東路看守所）から想って作られた。彼の作品は「春之佐保姬－高一生紀念專輯」、「鄒之春神：高一生音樂作品集」に収録されている。

## 参考資料
1. ↑  宮岡真央子 (2019). “ツォウの名前の過去と現在 : 台湾原住民族の固有名回復に関する一考察”. 国立民族学博物館調査報告 147:  138.
2. ↑  ツォウ語のローマ字表記については、いくつかの方式があるため、いくつかの書き方がある。墓碑および顕彰碑では、Uyonge Yatauyuganaとなっている。また、ツォウ族の名前は、正式には名前＋'e（～の）＋亜氏族名となるが、'eは省略されることがある。
3. 1 2 3  高一生，國立臺灣史前文化博物館
4. ↑  吾雍．雅達烏猶卡那Uongu Yatauyongana（高一生）, 白色恐怖受難者
5. ↑  大愛電視 Tzu Chi DaAiVideo (2014-06-08), 【樂事美聲錄】20140608 - 高一生的音樂故事 2017年10月12日閲覧。
6. ↑  聶甫斯基（俄國人），《臺灣鄒族語典》，臺原藝術文化基金會，台北，7月，1993。
7. ↑  sandy tu (2015-11-26), 獄外之囚－高菊花 2017年10月12日閲覧。
8. ↑  “【部落客報到】高一生與全國高一生”. pnn.pts.org.tw. 2016年12月20日時点のオリジナルよりアーカイブ。2016年12月20日閲覧。
9. ↑  S. J. Guo (2006-11-26), 高一生 1/3 2017年10月12日閲覧。
10. ↑  汪明輝 (2015). “Lalauya──二二八事件中的阿里山基地及其轉化”. 原住民族文獻 6月 (21).
11. ↑  許雪姬 (1993), 台灣光復初期的民變-以嘉義三二事件為例, 中央研究院社會科學研究所, pp. 188
12. ↑  S. J. Guo (2006-11-26), 高一生 2/3 2018年3月18日閲覧。
13. ↑  吳國楨(台灣省保安司令部司令) (1950年11月29日). “匪犯一名已澈底悔悟，本部現因辦理山地潛匪工作可否運用免予執行”.   國家檔案管理局. 2020年3月27日閲覧。
14. ↑  “第三屆模擬憲法法庭”.   衛城出版 (2016年9月12日). 2020年3月27日閲覧。
15. ↑  吳叡人 (2007-02-26). 紀念二二八事件60週年學術研討會論文集-「臺灣高山族殺人事件」──高一生、湯守仁、林瑞昌事件之政治史的初步重建. 高市文獻會
16. ↑  戴寶村、陳慧先 (2014-12). 臺灣原住民政治案件與山地管控（1945-1954）：以「湯守仁案」為中心. 國家檔案管理局
17. ↑  “白色恐怖與高一生 張炎憲”. 2016年10月29日時点のオリジナルよりアーカイブ。2020年3月27日閲覧。
18. ↑  tmantu (2013年9月21日). “回憶家父高一生先生被捕的當天及其後”. 臺灣與海洋亞洲. 2016年12月20日閲覧。
19. ↑  “MUZIK古典樂刊 - 【音樂史上的今天】 吳家恆”. www.facebook.com. 2016年12月20日閲覧。
20. ↑  hungfuhsueh (2012-09-12), 高山哲人 高一生 Uyongu Yatauyungana 2016年12月20日閲覧。
21. ↑  《政治受難者高一生》最後的家書…田地和山野 都有我的魂守護著，凌美雪，自由時報，2013-12-11。
22. ↑  hungfuhsueh (2012-09-12), 鄒族民謠 - 春之佐保姬 - by Uyongu Yatauyungana 高一生 2016年12月20日閲覧。
23. ↑  <http://blog.yam.com/wildfire/article/6831855 《音樂故事》春之佐保姬>
24. ↑  . http://www.govbooks.com.tw/books/60784

- 陳明忠(口述)/李娜(口述整理)/呂正惠(校訂),"無悔--陳明忠回憶錄"",兩岸犇報,第45期開始連載,2013年起.

### 日本語による関連文献
- 劉麟玉「ウオグ・ヤタウユガナ（高一生）の作品のルーツを探って －植民地台湾の音楽教育と先住民音楽の観点を通して－」『奈良教育大学紀要. 人文・社会科学』第60巻第1号、奈良教育大学、2011年11月、95-105頁、CRID 1050845763981779072、hdl:10105/8197、ISSN 0547-2393、NAID 40019225924、2023年11月22日閲覧。
- 『高一生 (矢多一生) 研究』第1-9/10号、高一生 (矢多一生) 研究会、天理、2005-2008。
- 下村作次郎, 孫大川, 林清財, 笠原政治 編 編『台湾原住民族の音楽と文化』草風館、2013年12月。